# Данов, Ростислав Александрович
Ростислав Александрович Данов (21 ноября 1941, Ашхабад — 29 июля 1993, Санкт-Петербург) — советский натуралист, профессиональный змеелов, художник-анималист.

## Биография
В 1936 году родители Ростислава были высланы из Ленинграда в Туркмению, так как его мать, Ольга Вацлавовна урождённая Кестнер (1903—1970), имела немецкие корни.
Родился осенью 1941 года, в «год белой змеи». Отец, Александр Васильевич Данов (1903—1967), геолог, палеонтолог, автор книг по геологии и геохимии Копет-Дага, много времени проводил в командировках. Семья жила в Ашхабаде. В 1945 году Дановым разрешили вернуться в Ленинград. Хотя Ростислав был ещё очень мал, но первые впечатления от общения с туркменской герпетофауной относятся к ашхабадскому детству. В Ленинграде Ростислав посещал Кружок юных биологов при местном зоопарке.
Окончив школу в 1958 году, поступил на биологический факультет Ленинградского университета. Как вспоминал его однокурсник, впоследствии профессиональный путешественник А. Шиманский:

В нашей университетской компании он [Ростилав] блистал эрудицией, писал прозу, стихи, прекрасно рисовал, и дьяконским басом пел религиозные гимны, которых до него я никогда не слышал. Талантов Роста хватило бы на сто человек, ну а биологию он знал лучше большинства наших профессоров.
 Тем не менее с четвёртого курса Ростилав был отчислен по политическим мотивам.
После службы в Советской армии сменил множество самых разнообразных мест работы, среди многочисленных записей в «Трудовой книжке» в том числе была и «погонщик верблюдов» в г. Ленинграде (в обязанности погонщика входило перегнать ранним утром верблюда из Ленинградского зоопарка в Летний сад, где на нём катались и фотографировались дети). В 1971 году Ростислав был арестован по бездоказательному обвинению в поджоге. Для суда материалов было недостаточно, но всплыли политические грехи студенческих лет — полтора года Данов провёл в институте Сербского, а затем в ленинградской психиатрической больнице № 7.

### Криптозоолог
Интересоваться проблемой «снежного человека» (криптозоология) начал ещё после армии. Сначала он работал на Кавказе совместно с Жанной-Марией Кофман, позднее там же самостоятельно. После освобождения из больницы Ростислав вместе с санитаром из этого учреждения, Владимиром Копотаевым, которого удалось соблазнить перспективой сказать новое слово в науке, отправился на поиски «алмасты» на Памир, на Дарвазский хребет. Всего Ростислав посвятил около 10 лет жизни серьёзными поисками снежного человека в различных горных системах юга СССР. Он был постоянным участником семинаров по реликтовым гоминидам. Основным его достижением в этой области была находка субфоссильного зуба крупного примата на Кавказе (был передан в музей этнографии в Ленинграде). В течение многих лет в сообществе криптозоологов Данов выступал как эксперт-натуралист, определявший принадлежность различных дериватов (волос, экскрементов) снежному человеку, ему неизменно приходилось разочаровывать коллег, доказывая принадлежность привезенных образцов медведю, a то и простому (не снежному) человеку. После долгих поисков Р. А. Данов пришёл к выводу, что в настоящее время «снежного человека» на территории СССР нет, но он не исключал, что крупные приматы обитали здесь в историческое время.

### Герпетолог и змеелов
В течение 10 лет (с 1977 по 1986 год) отлов ядовитых змей был основным заработком Р. А. Данова. Весной с наступлением ловчего сезона он выезжал в посёлок Кара-Кала в Юго-Западной Туркмении. Там основной базой Данова была деревня Ай-дере недалеко от границы с Ираном и рядом с охранной зоной Ай-деринского участка Сюнт-Хасардагского заповедника. Пойманных змей он сдавал в серпентарий в Кара-Кале знаменитому змеелову Владимиру Бабашу, который занимался ядовзятием. После закрытия сезона змей отпускали обратно в природу. За сезон Ростислав отлавливал несколько десятков (до сотни) кобр и гюрз. (Александр Чегодаев вспоминает о 37 гюрзах и 25 кобрах, пойманных Дановым за три месяца 1980 года). Вырученных денег хватало на год. Одной из привлекательных сторон этого промысла была полная независимость от государственной службы.
Ростислав, знаток биологии ядовитых змей, к их ловле он относился с необыкновенным азартом и постоянно рисковал. Всего его кусали змеи четырёх видов 14 раз (восточный щитомордник на Дальнем Востоке, кобра, гюрза и эфа в Туркмении). Самым опасным оказался укус эфы в июне 1984 года, после которого у него отказали почки на 27 дней. Восстановить их работу удалось только в институте Склифосовского в Москве. Последствия укуса сказались позднее на работе сердца, что было причиной преждевременной смерти натуралиста. Тем не менее Ростислав продолжал ловить змей с тем же азартом и риском, как и прежде, ещё два года, в 1985 году его ещё раз укусила гюрза.

### Работа в кино
Неоднократно был консультантом научно-популярных и художественных фильмов, — в частности, научно-популярного фильма «Мир близкий, мир далёкий» (Леннаучфильм, 1975), позднее в фильме «Необыкновенные приключения Карика и Вали» (Ленфильм, 1987). При его участии художники Екатерина Озерова и Николай Орлов выполнили макет гигантской медведки и другие движущиеся модели насекомых. В том же фильме Р. А. Данов снялся в эпизодической роли.

### Художник-анималист
Последние годы жизни Р. А. Данов много сил уделил анималистике. Большое число его работ хранится в Дарвиновском музее в Москве. Им проиллюстрирован ряд книг, в том числе для книги И. С. Даревского и Н. Л. Орлова «Редкие и исчезающие животные. Земноводные и пресмыкающиеся» (Москва: Высшая школа, 1988) он подготовил 194 рисунка мировой герпетофауны.
Работал над книгой «Год змеи», богато иллюстрированной собственной графикой. В ней смена сезонов туркменской природы должна была быть описана с точки зрения гюрзы. Работа не была закончена. Глава из этой книги «Апрель» была опубликована альманахом «Охотничьи просторы» под названием «Рассказ змеелова».
Скончался от сердечной недостаточности во сне 29 июля 1993 года. После него осталось несколько рукописей, сотни рисунков и 15 томов полевых дневников, испещрённых набросками.

## Произведения
- Данов Р. А. О находке зуба неизвестного примата // Леший: экология, физиология, генетика. ред. В. Б. Сапунов, СПб: 1996. (Доклад, прочитанный на конференции «Криптозоология и экология редких животных». Ленинград. 9—12 октября, 1990.)
- Данов Р. А. Влияние погодных факторов на плотность и возрастную структуру популяций гюрзы в юго-западном Копетдаге // Вопросы герпетологии. Л.: Наука, 1985. — С. 68—69.
- Данов Р. А.. Жизнь и смерть леопардов (Panthera pardus L.) на Айдеринском участке Сюнт-Хасардагского заповедника // Растительность и животный мир Западного Копетдага, ред. Н. Т. Нечаева, Ашхабад, изд-во «Ылым», 1986, c. 95—99.
- Данов Р. А., Переладов С. В. Список видов бражников (Lepidoptera, Sphingidae) Юго-Западного Копетдага // Растительность и животный мир Западного Копетдага, ред. Н. Т. Нечаева, Ашхабад, изд-во «Ылым», 1986, c. 246—249.
- Крейцберг А. В.-А., Данов Р. А. Фауна парусников (Lepidoptera, Papilionidae) Туркменистана // Растительность и животный мир Западного Копетдага. Ашхабад: «Ылым», 1986. С. 249—261.
- Данов Р. А. Некоторые данные по биологии среднеазиатской кобры (Naja oxiana Eichw., 1831) в Туркменистане.
- Ananjeva N. B., Danov R. A. 1991. A rare case of bifurcated caudal regeneration in the Caucasian agama, Stellio caucasius. Amphibia—Reptilia. 12: 343—356.

Научно-популярные работы:
- Данов Р. А. Рассказ змеелова // Охотничьи просторы 2003. 3(37) С. 54—76.
- Данов Ростислав. За коброй и за гюрзой // Охотничий двор № 8 (август) 2010 г.

Иллюстрации:
- 194 графических рисунка в кн: Даревский И. С., Орлов Н. Л. Редкие и исчезающие животные. Земноводные и пресмыкающиеся. Москва: Высшая школа, 1988. 463 с. Тираж: 100 000. См.: Короткохвостый варан, Тёмный варан, Варан Митчелла, Береговой варан.

## Память
- Близкий друг Р. А. Данова, хозяин дома в Ай-дере, где останавливался змеелов, ныне профессор-биолог в США Виктор Фет приводит шуточное стихотворение «Хронофаги»[13], написанное совместно с Ростиславом, и другое посвященное ему[14].
- Он же (В. Фет), не только поэт, но и арахнолог (совместно с Ю. Марусиком) назвал в честь Р. А. Данова паука с горы Сюнт Deltshevia danovi[15]